# Kildalton Castle

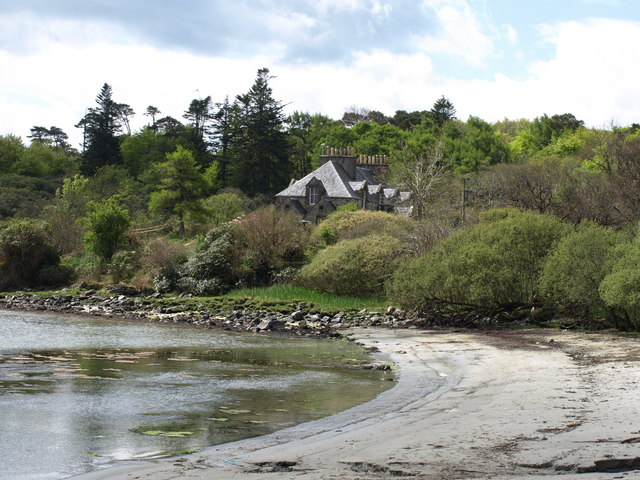
Kildalton Castle

Kildalton Castle ist ein leerstehendes Landschloss auf der schottischen Hebrideninsel Islay. Die Gebäude befinden sich im Süden der Insel etwa zwei Kilometer östlich von Ardbeg. Am 28. August 1980 wurden das Gebäude in die schottischen Denkmallisten in der Kategorie C aufgenommen.

## Geschichte
In den 1850er Jahren erwarb der Politiker und Eigentümer der Whiskybrennerei Port Ellen, John Ramsay, ein Landstück im Parish Kildalton. In den 1860er Jahren beauftragte er den in Kilmarnock ansässigen Architekten James Ingram mit der Erstellung eines Entwurfs, welchen Ramsay dann jedoch ablehnte. John Burnet erstellte 1867 einen weiteren Entwurf, welcher schließlich in den folgenden Jahren umgesetzt wurde. Die Fertigstellung erfolgte 1870.
Kildalton Castle wurde 1990 als leerstehend mit großteils eingefallenen Dächern beschrieben. Es ist somit davon auszugehen, dass es zu diesem Zeitpunkt schon längere Zeit unbewohnt war. Bis heute liegt es ungeschützt, wodurch sich der Zustand der Bausubstanz, die noch als durchaus solide beschrieben wird, zunehmend verschlechtert. 2012 wurde der Zustand von Kildalton Castle als sehr schlecht bei gleichzeitig hoher Gefährdung eingestuft.

## Beschreibung
Kildalton Castle befindet sich auf einem bewaldeten Anwesen. Die Gebäude bestehen aus behauenem Naturstein. Im Zentrum der geschlossen angeordneten Gebäudegruppe befinden sich zwei zinnenbewehrte Türme, die an Bergfriede erinnern. Sie bilden mit vier beziehungsweise fünf Stockwerken die höchsten Punkte von Kildalton Castle. Die im Südosten gelegenen Flügel sind zweistöckig und schließen mit Satteldächern ab. Hingegen besitzen die beiden nordwestlichen Flügel nur ein Obergeschoss und sind mit Zwerchgiebeln ausgestattet. Alle Flügel schließen mit Staffelgiebeln ab. Im Inneren finden sich große Räume mit klassischen Kaminen.